# Efeito pogo
O efeito pogo, ou oscilação pogo, é o efeito de combustão espontânea, potencialmente perigoso, que ocorre em combustíveis líquidos de foguetes, provocando a vibração em seus motores, em outras palavras, seria o balanço violento sofrido pelo foguete graças à combustão instável do combustível, era um problema conhecido e acompanhado no foguete Saturno V.

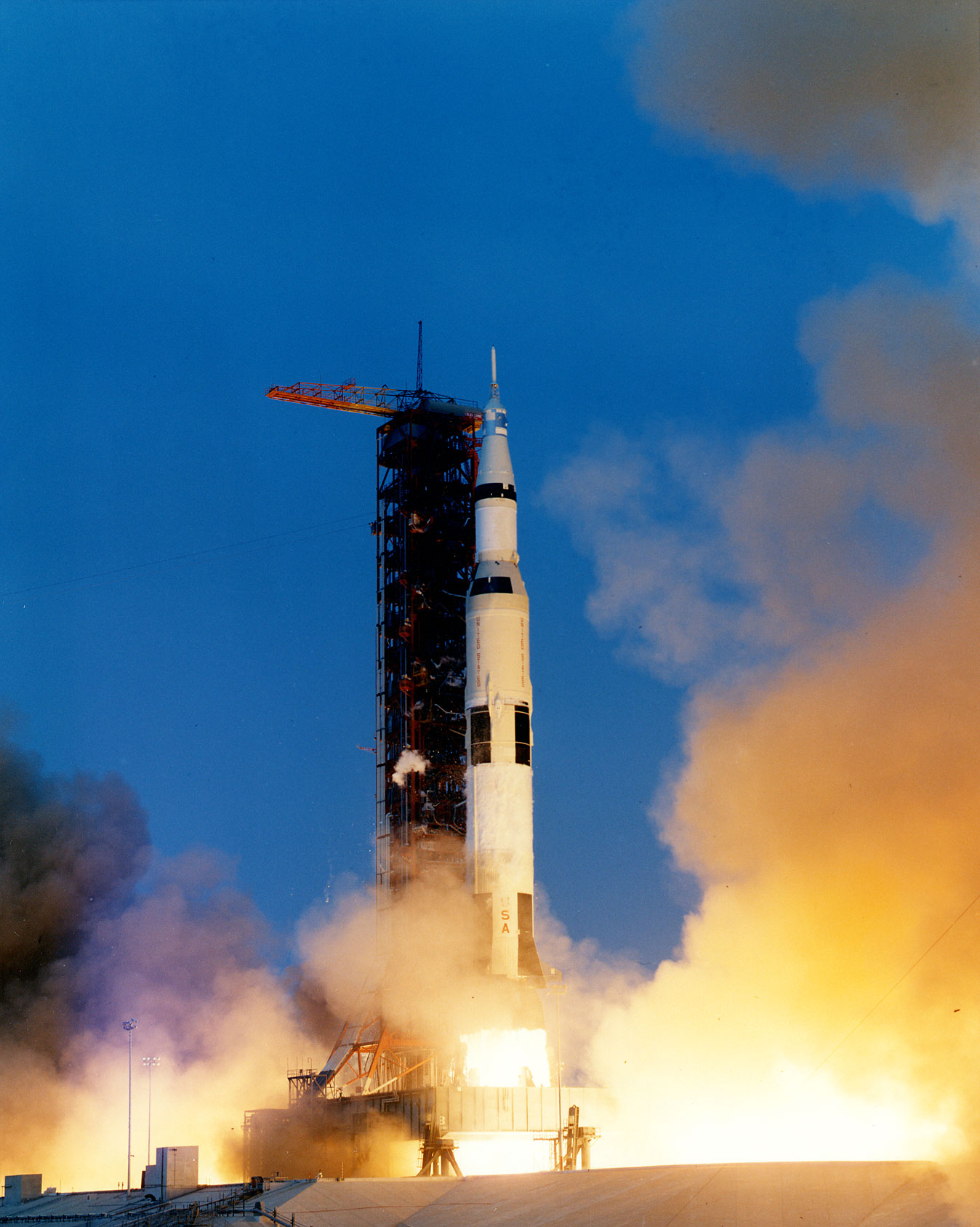
Durante o lançamento da missão Apollo 13, o motor central dos cinco J-2 do segundo estágio do foguete Saturno V, desligou antes da hora devido ao efeito pogo, forçando os outros quatro a trabalharem por mais tempo para compensar.

## Descrição
Estas vibrações, acabam por gerar variações indevidas no módulo de aceleração dos foguetes, e, por assim dizer, na pressão e fluxo dos combustíveis. Desse modo, o efeito pogo pode gerar um estresse na estrutura do veículo chegando a comprometê-lo.
Atualmente, estas oscilações são controladas através de uma série de amortecedores mecânicos na condução do oxigênio líquido (LOX), mas não na condução do hidrogênio líquido, respectivamente, o oxidante e o combustível do foguete Saturno V e foguetes do ônibus espacial.

## Etimologia
O termo pode ser escrito em maiúsculas POGO, embora não seja uma sigla ou algum tipo de 
abreviação, e sim, uma referência a um brinquedo, conhecido na língua inglesa como POGO.

## Apollo 13
O caso que teve mais repercussão, foi o da Apollo 13, apesar do ocorrido com a espaçonave não estar diretamente ligado ao conhecido problema do foguete Saturno V em relação ao efeito pogo. Naquela missão, perturbações causadas pelo efeito pogo, levaram a algum tipo de dano estrutural no motor J-2 que desligou antes do tempo previsto, o que não chegou a impedir o prosseguimento da missão, que depois sofreu de um outro, e bem mais grave problema.